# Aaron Dhondt
Aaron Dhondt (Brugge, 18 december 1995) is een Belgisch voetballer die als aanvaller speelt. Hij tekende in 2016 bij Waasland-Beveren.

## Clubcarrière
Dhondt werd geboren in Brugge en speelde twaalf jaar in de jeugd van Club Brugge. In 2014 trok hij naar stadsgenoot Cercle Brugge, waar hij dichter bij de A-kern zat. In 2015 tekende de aanvaller bij KFC Izegem, waar hij zeventien doelpunten maakte in 32 wedstrijden in derde klasse. In 2016 maakte Dhondt de overgang naar Waasland-Beveren. Op 7 februari 2017 debuteerde hij in eerste klasse tegen KRC Genk.